# Chesias sureyata
Chesias sureyata là một loài bướm đêm trong họ Geometridae.